# 乙酸镨
乙酸镨是镨的乙酸盐，化学式为Pr(CH3COO)3。

## 制备
乙酸镨可由碳酸镨和冰乙酸反应得到：
Pr2(CO3)3 + 6 CH3COOH → 2 Pr(CH3COO)3 + 3 H2O + 3 CO2↑
倍半水合物（Pr(CH3COO)3·1.5H2O）在180°C分解，得到无水物。